# Kōka Mon In no Bettō
Kōka Mon In no Bettō (皇嘉門院別当?) fue una poetisa japonesa que vivió en los años finales de la era Heian, en la segunda mitad del siglo XII. Su padre fue Minamoto no Toshitaka.

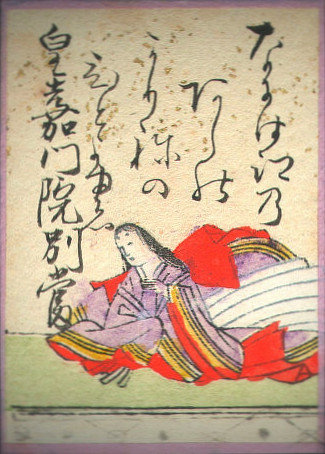
Kōka Mon In no Bettō, en el Hyakunin Isshu.

Fue sirviente de Fujiwara no Kiyoko de Kōka Mon In, Emperatriz (Chūgū) del Emperador Sutoku e hija de Fujiwara no Tadamichi. Con la muerte de la Emperatriz Kiyoko en 1182, ella decide convertirse en monja budista.
Participó en varios concursos de waka entre 1175 y 1179. Algunos de sus poemas fueron incluidos en la antología poética Senzai Wakashū, y también uno de sus poemas fue incluido en el Hyakunin Isshu.